# The King's Romance
The King's Romance er en britisk stumfilm fra 1914 af Ernest G. Batley.

## Medvirkende
- Fred Morgan.
- Ethel Bracewell som Vera.
- Henry Victor som Andreas.
- George Foley.
- Dick Webb som Dick.